# Cryptocarya pluricostata
Cryptocarya pluricostata är en lagerväxtart som beskrevs av André Joseph Guillaume Henri Kostermans. Cryptocarya pluricostata ingår i släktet Cryptocarya och familjen lagerväxter. Inga underarter finns listade i Catalogue of Life.